# Vujinovići (Banja Luka)
Pour l’article homonyme, voir Vujinovići.
Vujinovići  (en serbe cyrillique : Вујиновићи) est un faubourg de Banja Luka, la capitale de la république serbe de Bosnie, Bosnie-Herzégovine.
Vujinovići est situé au nord du centre ville de Banja Luka.